# 3887 Gerstner
3887 Gerstner (1985 QX) là một tiểu hành tinh vành đai chính được phát hiện ngày 22 tháng 8 năm 1985 bởi A. Mrkos ở Klet.